# 우르다르브룬느

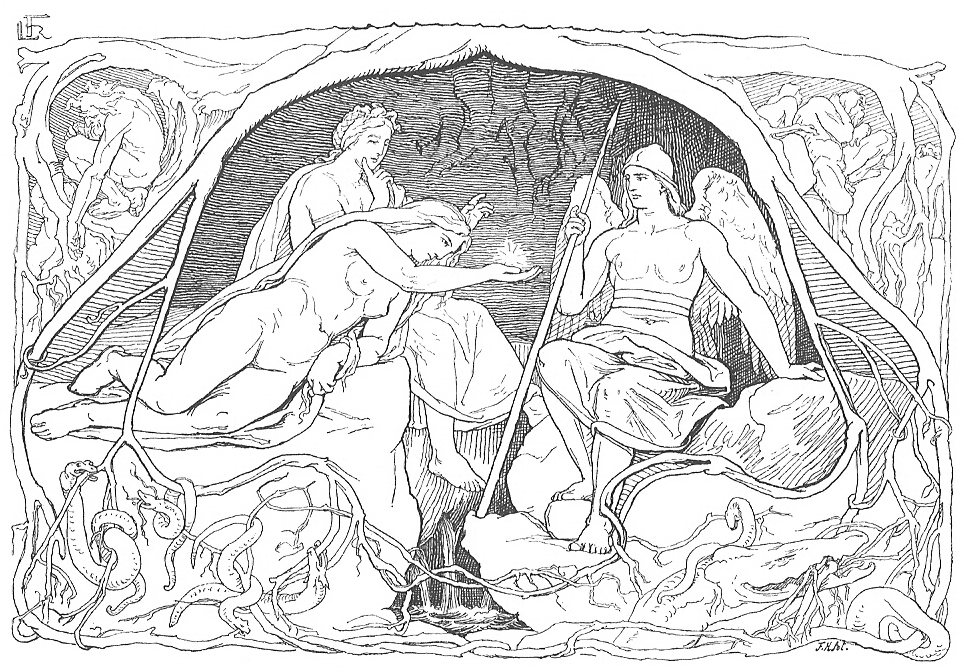
로렌츠 프뢸리히가 그린 노르니르 3자매.

우르다르브룬느(고대 노르드어: Urðarbrunnr→운명의 우물)는 노르드 신화에 나오는 우물 또는 샘물이다. 우르다르브룬느는 《고 에다》 및 《신 에다》에서 언급되며, 두 문헌에서 모두 세계수 위그드라실 아래에 위치해 있고 노르니르 3자매(우르드, 베르단디, 스쿨드)와 관련지어진다. 《신 에다》에서는 우르다르브룬느가 위그드라실의 뿌리가 뻗은 세 지점 중 하나라고 하며, 나머지 두 지점은 니플헤임의 흐베르겔미르, 요툰헤임의 미미스브룬느이다.

## 같이 보기
- 미미스브룬느
- 흐베르겔미르